# Willy Maes
Willy Maes (3 febbraio 1961) è un ex giocatore di calcio a 5 belga.

## Carriera
Come massimo riconoscimento in carriera vanta la partecipazione, con la Nazionale di calcio a 5 del Belgio, al FIFA Futsal World Championship 1992 nel quale i diavoli rossi hanno raggiunto il secondo turno, eliminati nel girone comprendente Spagna, Iran e Polonia. In totale, ha disputato 14 incontri con la Nazionale di calcio a 5 del Belgio.